# Скопенко, Василий Фёдорович

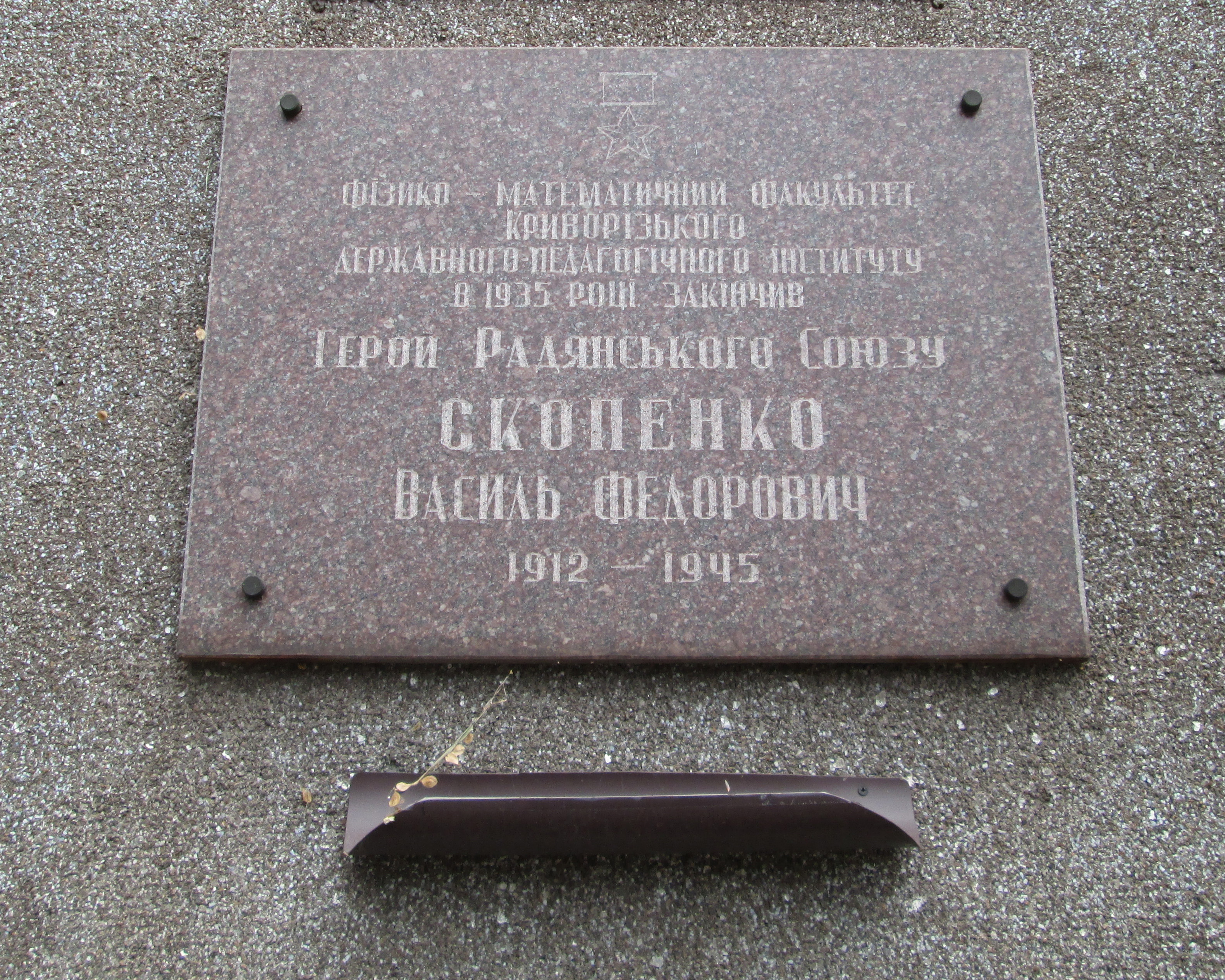
Памятная доска на фасаде Криворожского педагогического университета

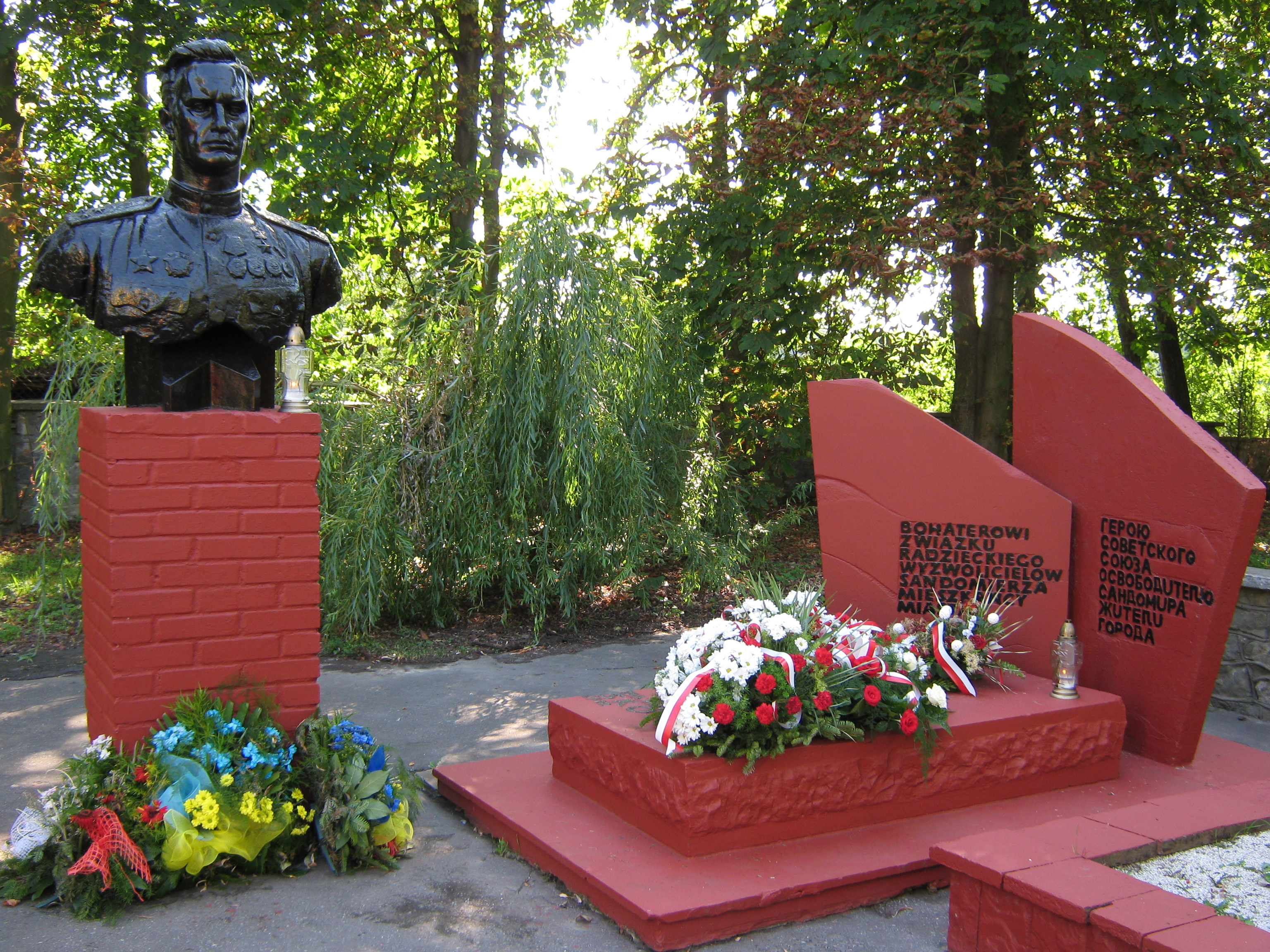
Могила Василия Скопенко

Василий Фёдорович Скопенко (1 [14] января 1912, Струговка, Черниговская губерния — 27 января 1945, Вроцлав, Нижняя Силезия) — советский военный, полковник, участник Великой Отечественной войны, Герой Советского Союза (1944).

## Биография
Родился 1 (14) января 1912 года в деревне Струговка (ныне в Гордеевском районе Брянской области). Отец, Фёдор Иванович, работал горняком; мать, Татьяна Иосифовна, работала куховаркой в горняцкой артели в местечке Кривой Рог.
19 июня 1912 года с матерью переехал к отцу на Ростковский рудник (будущее рудоуправление имени Коминтерна) в местечко Кривой Рог.
В Кривом Роге окончил среднюю школу и горнопромышленное училище, работал горным мастером на шахте «КИМ» рудника имени К. Либкнехта в городе Кривой Рог.
Поступил на физико-математический факультет Одесского университета. В 1935 году переведён на выпускной курс в Криворожский педагогический институт, окончил физико-математический факультет.
В 1937—1939 годах работал директором средней школы в селе Верблюжка Новгородковского района Кировоградской области.
В РККА с 1939 года. Участник советско-финской войны. Член ВКП(б) с 1940 года.

### В годы Великой Отечественной войны
Участник Великой Отечественной войны с июня 1941 года.
В 1943 году окончил Военную академию имени М. В. Фрунзе.
Командир 1180-го стрелкового полка (350-я стрелковая дивизия, 13-я армия, 1-й Украинский фронт) подполковник Скопенко В. Ф. отличился 29 июля 1944 года при форсировании реки Вислы. Под его умелым руководством полк на подручных средствах переправился через реку в районе населённого пункта Лонжек. Затем, блестяще осуществив обходный манёвр, освободил от немецких войск город Сандомир, тем самым создав плацдарм для дальнейшего наступления советских частей.
Указом Президиума Верховного Совета СССР от 23 сентября 1944 года за образцовое выполнение боевых заданий командования на фронте борьбы с немецко-фашистскими захватчиками и проявленные при этом мужество и героизм подполковнику Скопенко Василию Фёдоровичу присвоено звание Героя Советского Союза с вручением ордена Ленина и медали «Золотая Звезда» (№ 4589).
27 января 1945 года полковник Скопенко Василий Фёдорович погиб в бою под городом Бреслау. Похоронен в городе Сандомир.

## Награды
- Медаль «Золотая Звезда» (СССР) (23 сентября 1944);
- Орден Ленина (23 сентября 1944);
- Дважды орден Красного Знамени;
- Орден Александра Невского (СССР);
- Орден Отечественной войны 1-й степени;
- Орден Красной Звезды;
- Медаль «За трудовое отличие».

## Память
- В селе Верблюжка именем названа улица, средняя школа, где он работал, на здании школы установлена памятная доска.
- В городе Сандомире его имя носила улица, пионерская дружина, библиотека.
- Памятная доска на здании главного корпуса Криворожского педагогического университета[1][2].
- В Кривом Роге именем названа улица[3].
- Имя на Стеле Героев в Кривом Роге.
- Международная многодневная велогонка памяти Героя Советского Союза полковника В. Ф. Скопенко[4].